# خوان لارريا
خوان لارريا (بالإسبانية: Juan Larrea)‏ شاعر إسباني وكاتب مقال ولد في بيلباو 1895. تأثر كثيرا بأعمال الشاعر الإسباني خيراردو دييجو، كما يعتبر واحدا من أعظم الشخصيات في الشعر البانجواردي. أسس في فرنسا بصحبة زميله ثيسار باييخو، مجلة فابورابليس باريس بويما. وتوفي في قرطبة، الأرجنتين 1980.

## السيرة الذاتية
ولد في 13 من شهر نوفمبر عام 1895 في مدينة بيلباو الإسبانية. أصبح لارريا مسحوراً بالشعر عن طريق خيراردو دييجو وبيثنتي ويدوبرو ليبحث عن مخرج من الواقع الذي كان يحيط به. وبالرغم أنه كان يتمتع بحياة منفتحة نسبيا كمسؤول عن الأرشيف أو مكتبة ، إلا أن عدم رضاه عن البيئة المحيطة به أجبرته على السفر مرتين أولهما إلى باريس حيث ترك اللغة الإسبانية لتبني الفرنسية. حيث أسس هناك بصحبه زميله ثيسار باييخو، مجلة فابورابليس باريس بويما.والمرحلة الثانية من سفره حملته إلى عالم جديد، حيث ثقافته الكولومبيه والتي جعلته يدرس في حماس.